# 达里尔·斯莱
达里尔·斯莱（英語：Darryl Sly，1939年4月3日—2007年8月28日），加拿大男子冰球运动员，场上位置是后卫。他曾代表加拿大参加1960年冬季奥林匹克运动会冰球比赛，获得一枚银牌。